# Витикузо
Витикузо (итал. Viticuso) је насеље у Италији у округу Фрозиноне, региону Лацио.
Према процени из 2011. у насељу је живело 348 становника. Насеље се налази на надморској висини од 858 м.

## Становништво
| 1931. | 1936. | 1951. | 1961. | 1971. | 1981. | 1991. | 2001. | 2011. |
| ----- | ----- | ----- | ----- | ----- | ----- | ----- | ----- | ----- |
| 1.017 | 944   | 953   | 835   | 625   | 513   | 483   | 428   | 372   |